# Зарубина (Свердловская область)
Зарубина — деревня в Талицком городском округе Свердловской области, Россия.

## Географическое положение
Деревня Зарубина муниципального образования «Талицкого городского округа» Свердловской области находится на расстоянии 47 километров (по автотрассе в 64 километрах) к югу-юго-востоку от города Талица, по обоим берегам реки Бутка (правый приток реки Беляковка, бассейна реки Пышма). В деревне имеется пруд. В окрестностях деревни, в 2,5 километрах к северо-северо-востоку расположено озеро Дубровное.

## Население
| 2002 | 2010 | 2021 |
| ---- | ---- | ---- |
| 307  | ↘191 | ↘150 |